# Oxumarê
Oxumarê, Oxumaré. Liga o céu à terra. Corresponde ao vodum Dã da cultura jeje.

## Etimologia
"Oxumarê" é originário do vocábulo "Òṣùmàrè", cuja tradução é "arco-íris", em língua iorubá

## Oxumarê na África
É a cobra-arco-íris. Em nagô, é a mobilidade, a atividade. Uma de suas funções é a de dirigir as forças que dirigem o movimento. Ele é o senhor de tudo que é alongado. O cordão umbilical que está sob o seu controle, é enterrado, geralmente com a placenta, sob uma palmeira que se torna propriedade do recém-nascido, cuja saúde dependerá da boa conservação dessa árvore.
Ele representa também a riqueza e a fortuna, um dos benefícios mais apreciados no mundo dos iorubás. Em alguns pontos, se confunde com o vodum Dã da região dos maís.
É o símbolo da continuidade e da permanência. Algumas vezes, é representado por uma serpente que morde a própria cauda. Em algumas representações, Oxumarê é um orixá completamente masculino, e o orixá feminino que se iguala a Oxumarê é Ieuá, sua irmã gêmea, que tem domínios parecidos com o dele. Já em outras representações, Oxumarê carrega uma bivalência quanto ao seu gênero. Enrola-se em volta da terra para impedi-la de se desagregar. Rege o princípio da multiplicidade da vida, transcurso de múltiplos e variados destinos.
De múltiplas funções, diz-se que é um servidor de Xangô, que seria encarregado de levar as águas da chuva de volta para as nuvens através do arco-íris.
É o segundo filho de Nanã, irmão de Oçânhim, Ieuá e Obaluaiê, que são vinculados ao mistério da morte e do renascimento. Seus filhos usam colares de búzios entrelaçados formando as escamas de uma serpente que têm o nome de brajá. Usam, também, o laguidibá, como Nanã e Omolu.

## Oxumarê no Brasil
No Brasil, as pessoas dedicadas a Oxumarê usam colares (fio de contas) de miçangas ou contas de vidro amarelas e verdes; a terça-feira é o dia da semana que lhe é consagrado. Seus iniciados usam brajá - longos colares de búzios, enfiados de maneira a parecer escamas de serpente. Quando dançam, levam, nas mãos, pequenas serpentes de metal e apontam o dedo indicador para o céu e para a Terra num movimento alternado. As suas oferendas são feitas de patos, feijão, milho e camarões cozidos no azeite de dendê.

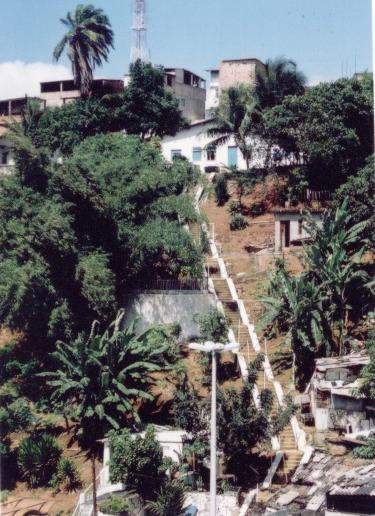
Casa de Oxumarê, em Salvador

Na Bahia, Oxumarê é sincretizado com São Bartolomeu e festejado no dia 24 de agosto.
Certa lenda conta que ele era, outrora, um babalaô adivinho, "filho de proprietário da estola de cores brilhantes". Em outra lenda, o mesmo tema aparece: "este mesmo Babalaô Oxumarê vivia explorado por Olofim-Oduduó, o rei de Ifé, seu principal cliente". Oxumarê consultava-lhe a sorte de quatro em quatro dias.
Sua nação é a jeje, onde é chamado Dan e tido como rei do povos jejes. É uma palavra de origem iorubá que significa estrangeiro, forasteiro e estranho e que recebeu uma conotação pejorativa como "inimigo" por parte dos povos conquistados pelos reis de Daomé e seu exército.
Na nação jeje, sua cor é o amarelo e preto de miçangas rajadas. Já no candomblé queto, suas cores são o verde e amarelo intercaladas. Porém essas cores definem apenas o fio de contas, pois todas as cores do arco-íris lhe pertencem.

## Duas fases de Oxumarê
Oxumarê, dentro do candomblé, se divide em duas qualidades:
- Oxumarê macho, representado pelo arco-íris;
- Oxumarê fêmea, chamado de Frecuém e representado pela serpente. Identificado no jogo do merindilogum pelo odu Icá e representado material e imaterialmente no candomblé através do assentamento sagrado denominado ibá de Oxumarê. A divindade é 6 meses homem e 6 meses mulher, mas é considerado pai de cabeça e não mãe.

## Outras leituras
- Reginaldo Prandi - Mitologia dos Orixás. Companhia das Letras.
- Giselle Cossard - Awô, O mistério dos Orixás. Editora Pallas.